# 大多羅駅
大多羅駅（おおだらえき）は、岡山県岡山市東区大多羅町にある、西日本旅客鉄道（JR西日本）赤穂線の駅である。駅番号はJR-N05。

## 歴史
- 1962年（昭和37年）9月1日：国鉄赤穂線伊部 - 東岡山間延伸時に開設[2]。旅客のみ取扱う無人駅[3]。
- 1987年（昭和62年）4月1日：国鉄分割民営化に伴い、JR西日本の駅となる[1]。
- 2001年（平成13年）5月15日：駅前に「大多羅駅前自転車等駐車場」がオープン（岡山市設置・有料）
- 2007年（平成19年）
  - 日付不明：自動券売機が自動改札対応機に交換。それに伴い、出入口付近に移設。
  - 7月27日：ICOCA対応簡易型自動改札機設置。
  - 9月1日：ICカード「ICOCA」の利用が可能となる。

## 駅構造

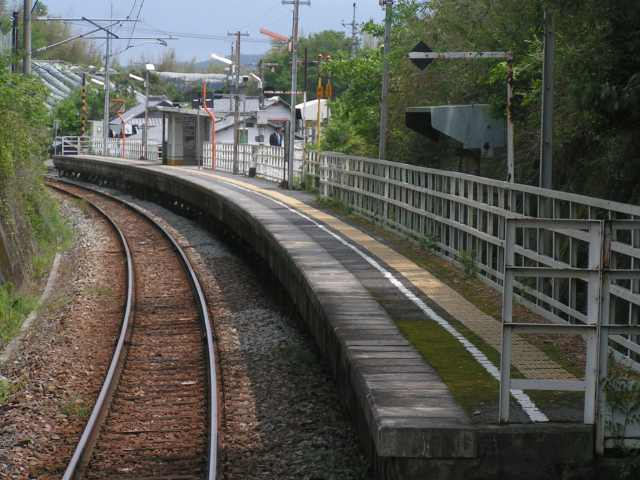
ホーム（2006年5月）

盛土上に単式ホーム1面1線を有する地上駅（停留所構造）。岡山方面行・播州赤穂方面行双方が同一ホームから発車する。崖に沿って2階程度の小高い場所にあり、改札からは階段やスロープで上ることになる。駅舎には簡易型自動改札機と自動券売機（ICOCAチャージ機能対応）が設置されている。
東岡山駅管理の無人駅。ICOCA利用可能駅（相互利用可能ICカードはICOCAの項を参照）で簡易自動改札を設置している。係員が派遣され、特別改札が行われる場合もある。
2009年（平成21年）1月22日、ホームや改札付近拡幅等を改修し、簡易型自動改札機も1台増設した。

## 利用状況
近年の1日平均乗車人員の推移は以下の通り。
| 乗車人員推移 | 乗車人員推移 |
| 年度         | 1日平均人数  |
| ------------ | ------------ |
| 1999         | 1,077        |
| 2000         | 1,069        |
| 2001         | 1,037        |
| 2002         | 1,019        |
| 2003         | 1,004        |
| 2004         | 1,037        |
| 2005         | 1,043        |
| 2006         | 1,084        |
| 2007         | 1,218        |
| 2008         | 1,255        |
| 2009         | 1,221        |
| 2010         | 1,205        |
| 2011         | 1,253        |
| 2012         | 1,333        |
| 2013         | 1,408        |
| 2014         | 1,412        |
| 2015         | 1,514        |
| 2016         | 1,555        |
| 2017         | 1,561        |
| 2018         | 1,594        |
| 2019         | 1,623        |
| 2020         | 1,336        |
| 2021         | 1,326        |

## 駅周辺
駅南側は住宅地となっているが、田畑もある。駅西側には中学校がある。駅北側は芥子山に面している。寳泉寺・布勢神社・大多羅寄宮跡はこちら側にある。
- 岡山市立旭東中学校
- 岡山市立可知小学校
- 岡山市立芥子山小学校
- 岡山市消防局東消防署可知出張所
- 岡山東警察署益野交番
- 日本郵便西大寺益野郵便局
- 中国銀行松崎支店
- おかやま信用金庫松新町支店
- 山陽マルナカ益野店
- 芥子山
- 大多羅寄宮跡
- 寳泉寺
- 布勢神社

### バス路線
岡山県道28号岡山牛窓線沿いに「益野」停留所があり、両備バスの路線が経由する。
両備バス
- 岡山西大寺線
  - 西大寺バスセンター、東区役所前 / 天満屋バスセンター、岡山駅

※「東区役所前行」と「天満屋バスセンター行」は一部便のみ。
- 杜の街線
  - 西大寺バスセンター / 杜の街

## 隣の駅
西日本旅客鉄道（JR西日本）
 赤穂線
西大寺駅 (JR-N06) - 大多羅駅 (JR-N05) - 東岡山駅 (JR-N04)